# 尼科洛·罗德
尼科洛·罗德（義大利語：Nicolò Rode，1912年1月1日—1998年5月4日），意大利男子帆船运动员。他曾代表意大利参加1948年、1952年和1956年夏季奥林匹克运动会帆船比赛，共获得一枚金牌和一枚银牌。